# Espen van Ee
Espen van Ee (IJsselstein, 5 juli 2003) is een Nederlands voetballer die doorgaans speelt als middenvelder. In juli 2023 verruilde hij Vitesse voor sc Heerenveen.

## Clubcarrière
Van Ee speelde in de jeugd van VVIJ en Alphense Boys, voor hij in 2018 werd opgenomen in de opleiding van Vitesse. Hier tekende hij in juni 2020 zijn eerste professionele contract, tot medio 2023. Nadat deze verbintenis was afgelopen, verkaste Van Ee transfervrij naar sc Heerenveen, waar hij voor twee jaar tekende. Initieel zou hij voor het belofteteam gaan spelen, maar hij maakte op 2 september zijn debuut in het eerste elftal, op bezoek bij Go Ahead Eagles. Namens die club scoorden Bas Kuipers, Philippe Rommens en Sylla Sow en Heerenveen-spelers Charlie Webster en Osame Sahraoui troffen ook doel: 3–2. Van Ee moest van coach Kees van Wonderen op de reservebank beginnen en hij mocht in de tweede helft invallen voor Ion Nicolaescu.
Zijn eerste doelpunt als professioneel voetballer maakte Van Ee op 31 oktober 2023 in het KNVB Bekertoernooi tegen VVV-Venlo. Vanaf de reservebank zag hij Pelle van Amersfoort een hattrick maken, waarna hij mocht invallen voor Anas Tahiri. Een paar minuten na zijn invalbeurt scoorde hij op aangeven van Thom Haye. Door een tegentreffer van Soulyman Allouch en een doelpunt van Daniel Karlsbakk won Heerenveen het duel met 5–1. In september 2024 werd zijn contract opengebroken en met een jaar verlengd, tot medio 2026.

## Clubstatistieken
| Seizoen | Club          | Competitie | Competitie | Competitie | Beker | Beker | Internationaal | Internationaal | Totaal | Totaal |
| Seizoen | Club          | Competitie | Wed.       | Dlp.       | Wed.  | Dlp.  | Wed.           | Dlp.           | Wed.   | Dlp.   |
| ------- | ------------- | ---------- | ---------- | ---------- | ----- | ----- | -------------- | -------------- | ------ | ------ |
| 2023/24 | sc Heerenveen | Eredivisie | 18         | 0          | 1     | 1     | —              | —              | 19     | 1      |
| 2024/25 | sc Heerenveen | Eredivisie | 8          | 0          | 0     | 0     | —              | —              | 8      | 0      |
| Totaal  | Totaal        | Totaal     | 26         | 0          | 1     | 1     | 0              | 0              | 27     | 1      |

Bijgewerkt op 9 oktober 2024.